# جومه دلگادو
جومه دلگادو (انگلیسی: Jaume Delgado؛ زادهٔ ۱۳ مهٔ ۱۹۸۳) بازیکن فوتبال اهل اسپانیا است.
از باشگاه‌هایی که در آن بازی کرده‌است می‌توان به باشگاه فوتبال دپورتیوو آلاوس اشاره کرد.